# Plage de Foncillon
La plage de Foncillon est une plage de sable située sur la commune de Royan en Charente-Maritime sur la rive droite de l'estuaire de la Gironde, à proximité immédiate de l'océan Atlantique. Elle se trouve entre la pointe du Chay et le port de Royan face au Palais des Congrès. La plage est classée en troisième catégorie "Plages Surveillées", les sauveteurs sont présents de fin juin à début septembre en continu de 11 h à 19 h.